# SSE Composite Index

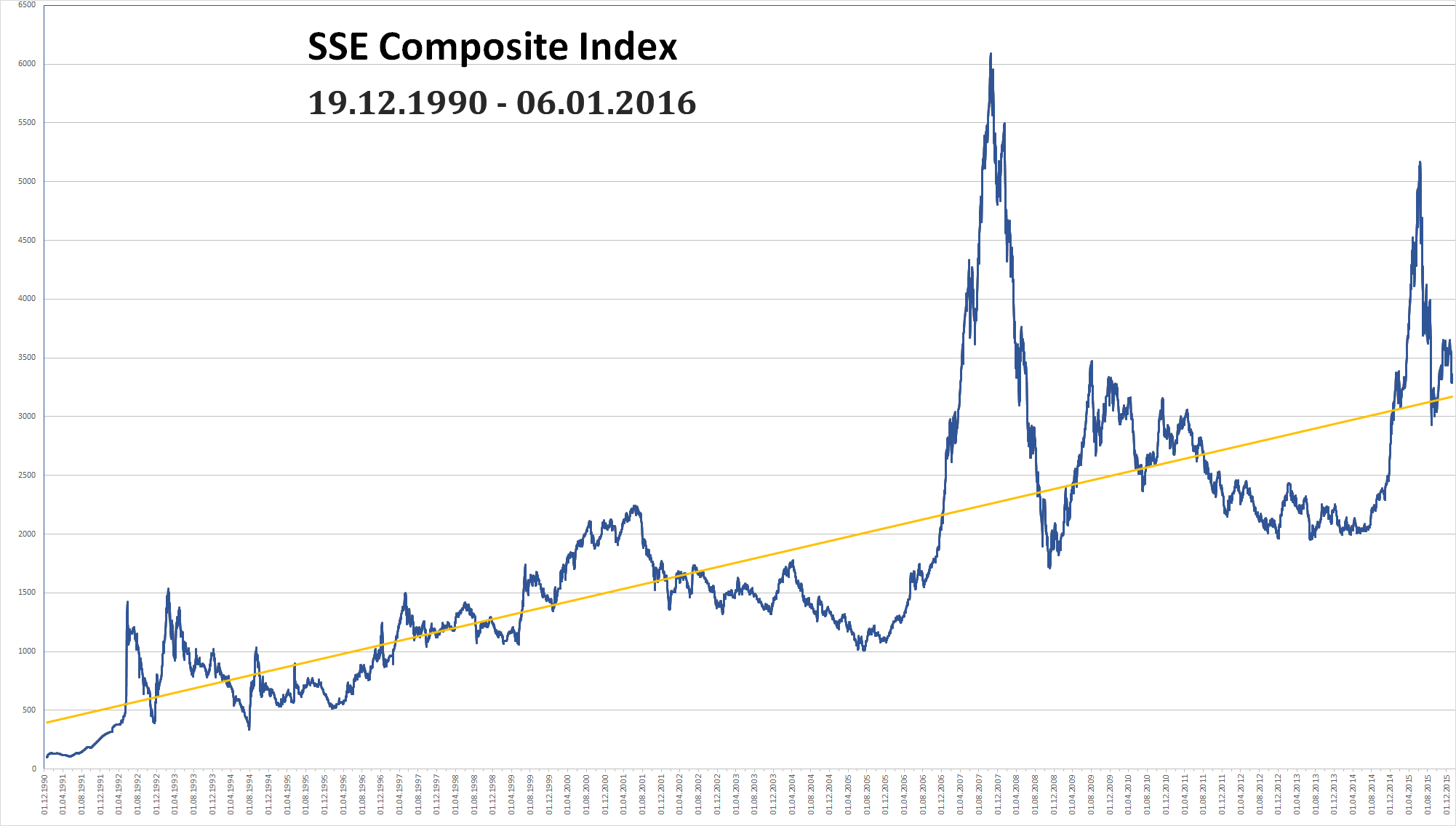
Graphique du SSE Composite Index de décembre 1990 à juin 2016

Le SSE Composite Index est l'indice boursier le plus utilisé pour refléter la performance du marché de la bourse de Shanghai. Les indices les plus connus sont les SSE 50 et SSE 180, regroupant respectivement les 50 et 180 plus grandes entreprises de Chine.

## Historique
En octobre 2007, le SSE Composite a culminé à 6 124 points.
Il a particulièrement souffert de la crise financière de 2008 en perdant plus de 65,5 % de sa valeur en terminant l'année 2008 à 1 820,81 points, soit une perte de 3 000 milliards de dollars de capitalisation boursière.

## Corrélation avec les autres bourses
Les performances annuelles de l'indice SSE Composite se sont rapprochées de celles du Dow Jones, du DAX, du CAC 40 et du Footsie, les grands marchés boursiers étant de plus en plus dépendants les uns des autres depuis une quinzaine d'années.

## SSE 50
| Entreprise                                  | Code SSE |
| ------------------------------------------- | -------- |
| Air China                                   | 601111   |
| Aluminium Corporation of China              | 601600   |
| Bank of China                               | 601988   |
| Bank of Communications                      | 601328   |
| Baoshan Iron & Steel                        | 600019   |
| Beijing Gehua CATV Network                  | 600037   |
| Beijing North Star                          | 601588   |
| China Citic Bank                            | 601998   |
| China Life Insurance                        | 601628   |
| China Merchants Bank                        | 600036   |
| China Merchants Energy Shipping             | 601872   |
| China Minsheng Banking                      | 600016   |
| China Petroleum & Chemical                  | 600028   |
| China Shipping Development Company          | 600026   |
| China United Telecommunications Corporation | 600050   |
| China Yangtze Power                         | 600900   |
| Citic Securities                            | 600030   |
| Daqin Railway                               | 601006   |
| Founder Technology Group                    | 600601   |
| GD Power Development                        | 600795   |
| Guangshen Railway Company                   | 601333   |
| Handan Iron & Steel                         | 600001   |
| Hua Xia Bank                                | 600015   |
| Huaneng Power International                 | 600011   |
| Industrial and Commercial Bank of China     | 601398   |
| Industrial Bank                             | 601166   |
| Inner Mongolia BaoTou Steel Union           | 600010   |
| Inner Mongolia Yili Industrial Group        | 600887   |
| Jiangxi Copper                              | 600362   |
| Jiangxi Ganyue Expressway                   | 600269   |
| Kweichow moutai                             | 600519   |
| Long March Launch Vehicle Technology        | 600879   |
| Offshore Oil Engineering                    | 600583   |
| Orient Group                                | 600811   |
| Ping An Insurance                           | 601318   |
| Poly Real Estate Group                      | 600048   |
| SAIC Motor                                  | 600104   |
| Shanghai International Airport              | 600009   |
| Shanghai International Port (Group)         | 600018   |
| Shanghai Oriental Pearl                     | 600832   |
| Shanghai Petrochemical                      | 600688   |
| Shanghai Pudong Development Bank            | 600000   |
| Shanghai Zhenhua Port Machinery             | 600320   |
| Shenergy Company                            | 600642   |
| Sichuan Hongda                              | 600331   |
| Tianjin Port                                | 600717   |
| Tsinghua Tongfang                           | 600100   |
| Wuhan Iron and Steel                        | 600005   |
| Yantai Wanhua Polyurethanes                 | 600309   |
| Youngor Group                               | 600177   |